# Sägewerk Aumühle
Das ehemalige Sägewerk Aumühle als Wassermühle in Wildeshausen, Bauerschaft Aumühle an der Aue, stammt aus dem 19. Jahrhundert. Sie wird auch heute (2023) als Kraftwerk genutzt.
Die Gebäude stehen unter Denkmalschutz.

## Geschichte
Die Wassermühle, die dem Ortsteil den Namen gab, wurde erstmals 1383 an der Flämischen Handelsstraße erwähnt. Ein Gut betrieb die Mühle zum Kornmahlen und als Sägerei. 1864 (andere Quelle 1844) zerstörte ein Brand die alte Mühle, woraufhin ein Neubau erfolgte. Im Zweiten Weltkrieg wurde die Mühle durch die Sprengung der Brücke, an der sie liegt, beschädigt und nach dem Krieg als Turbinenkraftwerk wieder errichtet.
Das Ensemble besteht aus
- dem zweigeschossigen verputzten Gebäude von 1864 mit Walmdach, das 1905 zu einem Wasserkraftwerk umgebaut wurde; 1989/90, beim Neubau der Brücke, wurde das Kraftwerk modernisiert, eine 22 kW-Francis-Turbine erzeugt Strom, der ins öffentliche Netz eingespeist wird,
- dem südöstlich (rechts) angebauten langgestreckten giebelständigen Gebäude von 1912 mit Backsteingiebel, ansonsten verbrettertes Gebäude des Horizontalgatters, mit Satteldach, das auf der rechten Seite als überstehendes Schleppdach fortgeführt wird; rückwärtig steht ein Anbau mit Pultdach,

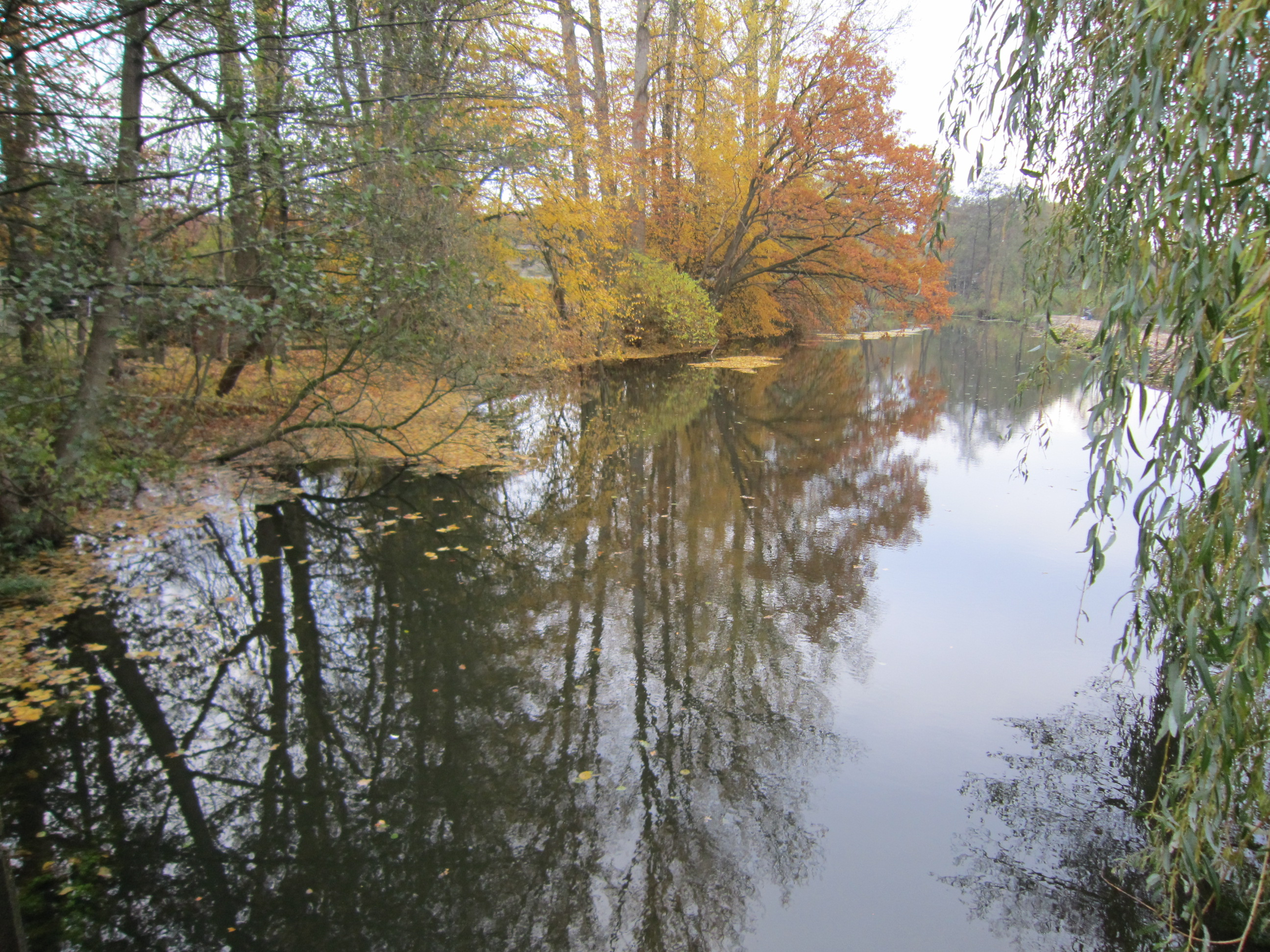
Teich der Wassermühle

- dem mehrteiligen Stauwehr mit verklinkertem eingeschossigen Betriebsgebäude, zur Regulierung der Aue,
- dem Mühlenteich auf der anderen Straßenseite und
- dem Mühlenbach, die Aue, ein Nebenfluss der Hunte.

Die Landesdenkmalpflege befand: „... geschichtliche und städtebauliche Bedeutung ...  ...“.